# Notre-Dame de Guadalupe
Pour l’article homonyme, voir Apparitions mariales de Notre-Dame de Guadalupe.
Pour les articles homonymes, voir Notre-Dame de Guadalupe (homonymie).
Notre-Dame de Guadalupe (en espagnol : Nuestra Señora de Guadalupe) ou Vierge de Guadalupe (en espagnol : Virgen de Guadalupe) est, au Mexique, le nom donné à la Vierge Marie qui serait apparue, selon la tradition, à un indigène du Mexique, Juan Diego, en 1531, ainsi qu'à l'image acheiropoïète qui lui est associée (l'image de la Vierge sur la tilma).
Le récit de l'apparition est donné par un manuscrit ancien, le Nican mopohua, écrit en langue nahuatl vers 1550. Ce récit est auréolé par de supposés miracles liés à cette figure, le principal étant censé avoir eu lieu en janvier 2007.
La Vierge de Guadalupe est une figure du catholicisme en Amérique latine ; sa fête, le 12 décembre, rassemble toutes les nations américaines. À cette occasion, de nombreuses célébrations sont organisées dans le monde entier.

## Étymologie
Il existe plusieurs hypothèses concernant l'origine du mot Guadalupe. La plus largement acceptée est que le mot viendrait de l'arabe wādi al-lub, qui se traduit par « rivière des loups » ou « rivière des cachés ». Selon d’autres hypothèses il proviendrait de l’arabe « Oued el Houb » (« rivière de l’amour »), comme le nom de l’île de la Guadeloupe. Dans sa version mexicaine, l'origine est attribuée au mot nahuatl coatlallope : « celui qui écrase le serpent ». Certains suggèrent que c'est une coïncidence, par l'unification de deux termes similaires.

## Historique
Selon la tradition, le 9 décembre 1531, sur la colline de Tepeyac, un peu au nord de Mexico, une jeune dame « éblouissante de lumière » apparaît à un indigène Juan Diego Cuauhtlatoatzin, baptisé depuis peu. Selon l'homme, elle se révèle à lui comme la Vierge Marie et le charge de demander à l'évêque de faire construire une église sur le lieu même de l'apparition. Le prélat, d'abord incrédule, demande au témoin d'obtenir de la Vierge Marie un signe. Celle-ci ne tarde pas à le lui accorder. Le 12 décembre, se montrant pour la quatrième et dernière fois à Juan Diego, Marie l'envoie cueillir des roses au sommet de la colline. Et voilà l'homme redescendant tout ébahi, sa tilma - manteau - remplie des plus belles roses qu'il ait jamais vues en pleine saison hivernale. Sous l'injonction de la Vierge, il retourne alors chez l'évêque, et ouvre son manteau devant les personnes réunies autour du prélat qui découvrent avec stupéfaction que s'est imprimée miraculeusement sur la tilma une image représentant la Vierge, revêtue d'un manteau étoilé et d'une robe rose ornée de fleurs.
L'apparition de la Vierge fut retranscrite par Antonio Valeriano (Indigène cultivé qui enseignait alors au collège franciscain Santa Cruz de Tlatelolco) en nahuatl réformé dans le Nican mopohua (littéralement « livre qui raconte »), texte daté entre 1540 et 1560 et aujourd'hui reconnu comme étant son œuvre,,,. Le document original d'Antonio Valeriano ne nous est pas parvenu. Des copies anciennes ont été datées et font consensus tant sur leur datation que sur la définition de leur auteur. Un débat historico-critique est ouvert dans le milieu des historiens sur le récit historique des événements du XVIe siècle et sur la mise en place de cette dévotion.
D'après la tradition, un premier oratoire est construit dans les semaines suivantes, puis en 1567, Mgr Alonzo de Montufar fait construire une première église. D'autres plus grandes suivront, jusqu'à la construction de la basilique Notre-Dame-de-Guadalupe de Mexico en 1976.
La Vierge de Guadalupe porte plusieurs titres : patronne de la ville de Mexico depuis 1737, patronne du Mexique depuis 1895, patronne de l'Amérique latine, patronne de la ville de Ponce à Porto Rico et patronne des étudiants du Pérou depuis 1951. Elle est aussi proclamée « Reine du Mexique » (en 1895) et « Impératrice des Amériques » (en 2000).

## L'image de Notre-Dame de Guadalupe

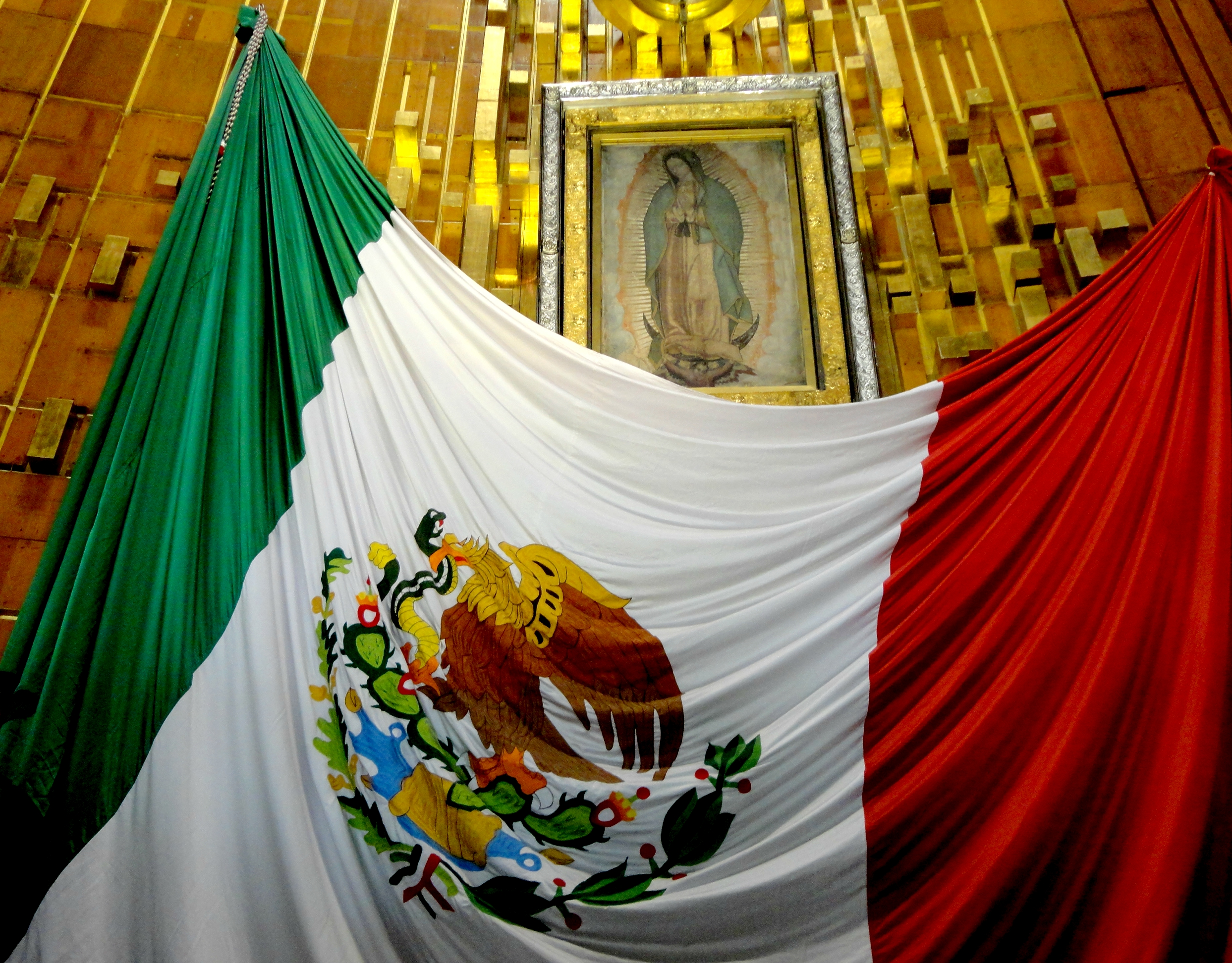
La tilma de Juan Diego, suspendue au-dessus du maître-autel de la basilique de Guadalupe.

L'image de Notre-Dame de Guadalupe ou la tilma de Juan Diego est une image acheiropoïète établie sur un tissu de 1,70 mètre par 1,05 sur lequel est représentée l'image de Notre-Dame de Guadalupe.
Les conquérants et les évangélisateurs espagnols, dont Hernan Cortés, apportèrent au Mexique l'image de Notre-Dame de Guadalupe (Estrémadure) qui est une image sculptée en bois de cèdre datant du XIIe siècle, soit trois siècles avant la chute de Mexico-Tenochtitlán. Elle mesure 59 centimètres et est de style roman.
Ce tissu remonte au XVIe siècle, la tradition catholique (appuyée par le Nican mopohua) indique qu'il est le fruit d'un miracle lors des apparitions mariales de Notre-Dame de Guadalupe à Juan Diego en 1531, devant l'évêque de Mexico Mgr Zumárraga. D'après le manuscrit daté du milieu du XVIe siècle, l'image serait apparue « miraculeusement » sur la tilma de l'Indien, alors que celui-ci remettait à l'évêque Zumarraga des roses d'Espagne, en preuve des apparitions mariales dont il disait avoir été l'objet. Ces apparitions, ainsi que le « miracle de la tilma » ont fait l'objet d'une enquête officielle par l'Église catholique en 1666, et ils ont été officiellement reconnus par les autorités de l’Église en 1784.

## Reconnaissance et influence religieuse

### Reconnaissance par l’Église catholique

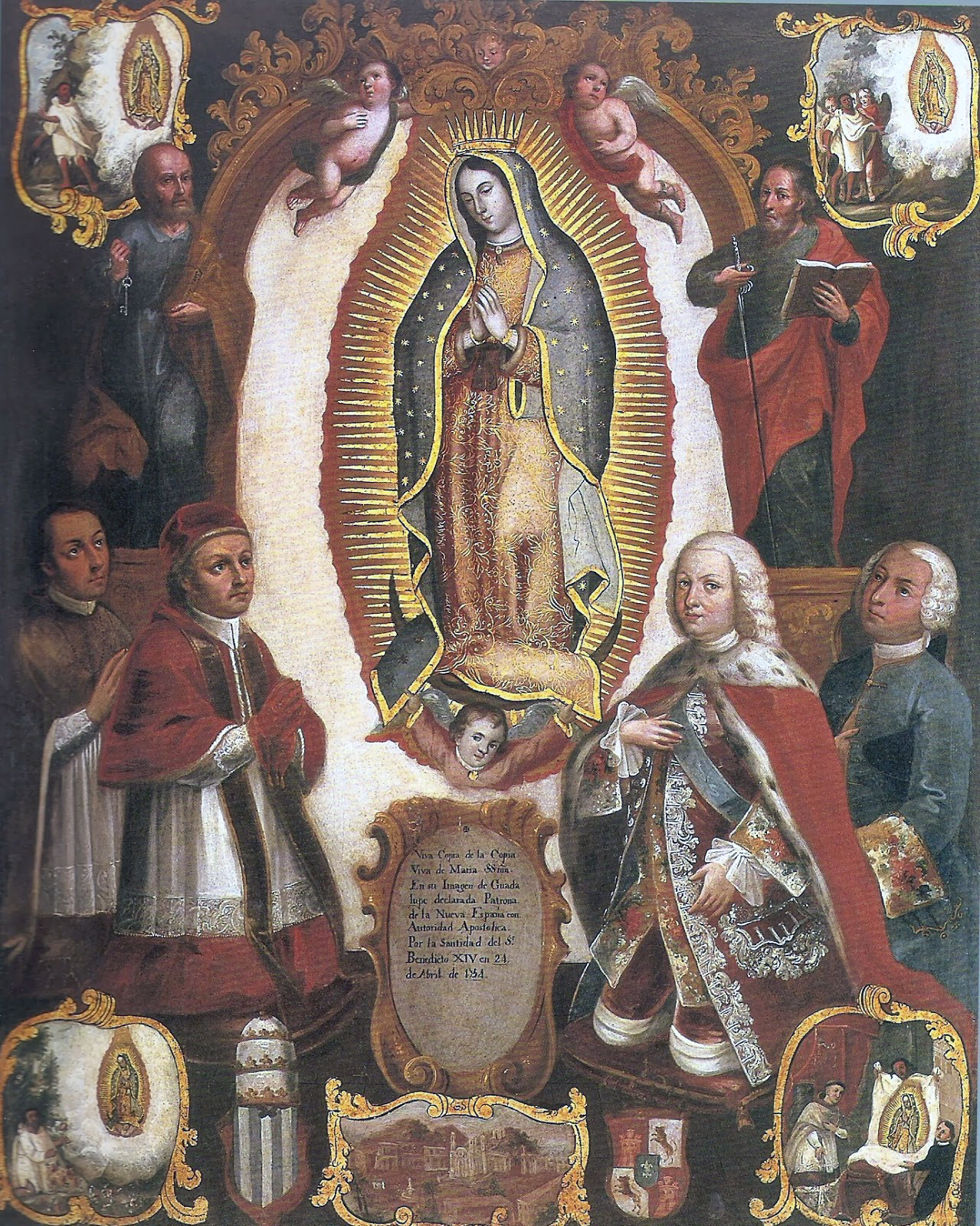
Allégorie de la déclaration papale en 1754 du pape Benoît XIV de Notre-Dame de Guadalupe patronne de la Nouvelle-Espagne en présence des autorités du vice-roi. Auteur anonyme (mexicain), XVIIIe siècle.

En 1666, les autorités religieuses de Mexico, mènent une enquête approfondie sur les apparitions de 1531. Elles rédigent un rapport connu sous le nom de Informations juridiques de 1666 (en),. À la suite de cela, le pape Benoît XIV confirme l'instruction du procès de 1666, ce qui entraine une reconnaissance de facto des « apparitions ». À cette occasion, le pape déclare « Dieu n'a jamais rien fait de tel pour aucune autre nation ». Cette décision du pape est généralement interprétée comme une « reconnaissance officielle des apparitions », alors que Joachim Bouflet précise bien qu'à ce jour (2020), aucune reconnaissance canonique n'a été prononcée, tant par l'évêque du lieu que par un pape, sur l'authenticité des apparitions. Philippe Boutry confirme que l'organisation du culte (par l’Église) de la Vierge de Guadalupe a éclipsé l'événement historique, le voyant, et toute reconnaissance canonique.
Le pape Benoît XIV, dans sa bulle du 25 mai 1754 définit Notre-Dame de Guadalupe comme patronne du royaume de Nouvelle-Espagne, et sa fête est fixée au 12 décembre. De grandes célébrations se déroulent du 9 au 11 novembre 1756 en Nouvelle-Espagne pour célébrer l'événement. Sa fête est inscrite au bréviaire et le pape approuve les textes liturgiques pour la messe qui lui est dédiée. En 1891, le pape Léon XIII autorise de nouveaux textes liturgiques en l'honneur de la Vierge.
En 1895, la Vierge de Guadalupe a été proclamée « reine du Mexique », « impératrice de l'Amérique latine »,.
En 1910, le pape Pie X proclame la Vierge de Guadalupe « patronne de l'Amérique latine ».
Le 16 juillet 1935, le pape Pie XI déclara Notre-Dame de Guadalupe « patronne céleste des Philippines ». La lettre apostolique correspondante est signée par le secrétaire d'État du Vatican, le cardinal Eugenio Pacelli (futur pape Pie XII),,. Le 12 septembre 1942, Pie XII révise légèrement cette déclaration dans la Lettre apostolique Impositi Nobis qui institue et déclare la Bienheureuse Vierge Marie sous le titre de l'Immaculée-Conception comme « Patronne principale et universelle des Îles-Philippines ».
En 1945, le pape Pie XII lui attribue le titre de « Reine du Mexique et impératrice des Amériques », et l'année suivante le titre de « Patronne des Amériques ».
En 1960, le pape Jean XXIII proclame une année « consacrée à Notre-Dame de Guadalupe ».
L'année suivante, le pape l'invoque en tant que « Mère des Amériques », la qualifiant de « Mère et enseignante de la Foi de toutes les populations américaines ».
Le pape Jean-Paul II se rend dans son sanctuaire le 26 janvier 1979, puis à nouveau après y avoir béatifié Juan Diego le 6 mai 1990. En 1992, Jean-Paul II dédie à Notre-Dame de Guadalupe une chapelle située dans la basilique Saint-Pierre du Vatican. À la demande de l'Assemblée spéciale du Synode des évêques pour les Amériques, le pape réitère le titre de « Patronne des Amériques » le 22 janvier 1999 et octroie à la fête de Notre-Dame de Guadalupe le rang de solennité dans cette région. Enfin, le pape inclut dans le calendrier général romain cette fête de Notre-Dame de Guadalupe, le 12 décembre comme mémoire facultatif. Jean-Paul II déclare la Vierge de Guadalupe « protectrice des enfants non encore nés » en 1999,.

### Dévotion populaire et vénération
En 1550, la nouvelle d'une guérison miraculeuse donne un brusque essor de la dévotion à l'image de la Vierge dans la chapelle de Tepeyac. Dévotion encouragée par l'évêque Montufar qui construit une première église en 1555. À cette même période, le vice-roi Martin Enriquez se rend à Tepeyac, à son arrivée à Mexico, pour y vénérer la Vierge et son image. Après lui, tous les vice-rois et les archevêques de Mexico feront de même. Au XVIIe siècle, les autorités officielles et les notables se rendent régulièrement, et officiellement au sanctuaire marial, depuis la capitale, pour y prier et suivre les offices, voire y recevoir des visites protocolaires.
En 1571, l'amiral Giovanni Andrea Doria possédait sur son navire, une copie de l'image de la Vierge de Guadalupe, lors de la bataille de Lépante. Il aurait prié devant le tableau avant d'engager la bataille. En 1811, le cardinal Juan Doria Pamphili, un descendant du marin, fit don de la toile de la Vierge de Guadalupe à l'église de la Madonna di Guadalupe de la ville de Santo Stefano d'Aveto, où elle se trouve toujours aujourd'hui,,.
Dès le XVIe siècle, la Vierge de Guadalupe est priée lors des inondations où un « rôle spécifique » lui est attribué. En 1629, l'image est amenée en procession (et en barque) de l'église de Tepeyac jusqu'à Mexico, pour que la Vierge « protège la ville des inondations », lors d'un épisode de crue particulièrement violent. « L'image de Tepeyac ayant montré son efficacité dans une situation désespérée », la Vierge de Guadalupe devint depuis cette date, la principale protectrice de la ville face à ce fléau.
En 1717, le chevalier Andrés de Palencia écrit que « le sanctuaire de Notre-Dame de Guadalupe est le principal centre de dévotion, non seulement de la ville de Mexico, mais de tous les royaumes de la Nouvelle-Espagne ».

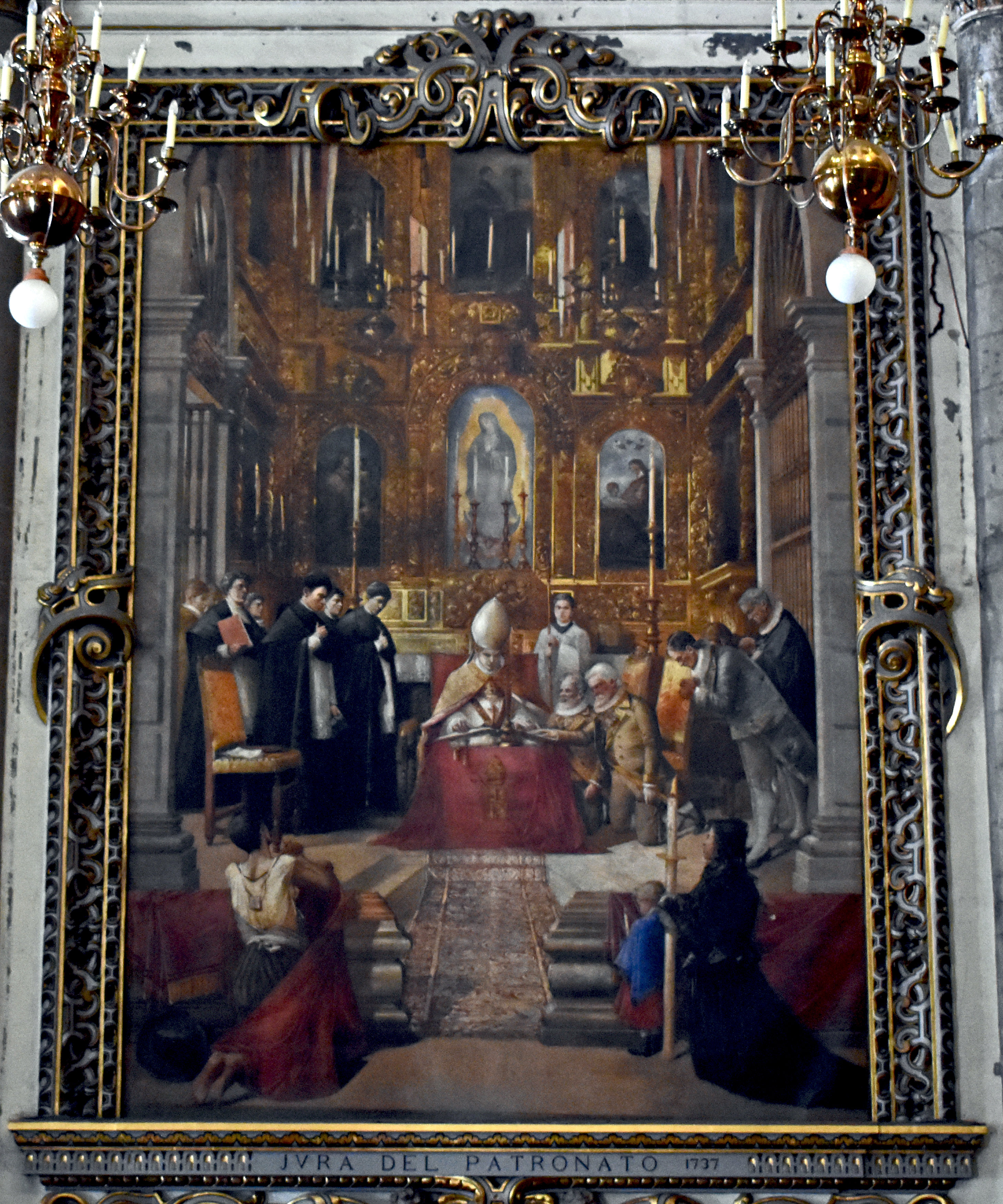
Jura del patronato 1737. Par Felix Parra.

En 1737, les échevins de la ville de Mexico et les chapitres civils et ecclésiastiques, au nom de la nation mexicaine, prêtent serment officiellement devant l'image de la Vierge, faisant de tout le peuple mexicain le serviteur de Notre-Dame de Guadalupe, demandant à la Vierge de les protéger contre les épidémies de peste (récurrentes dans le pays). À la suite de cet événement, l'art et la littérature mexicaine vont exprimer « une interminable action de grâces » à la Vierge.
Chaque année, des millions de pèlerins viennent se recueillir pour rendre hommage à leur protectrice (dans la basilique Notre-Dame-de-Guadalupe). Le sanctuaire Notre-Dame-de-Guadalupe est la destination de pèlerinage catholique la plus visitée au monde après le Vatican : il reçoit 20 millions de pèlerins par an, dont la moitié les jours précédant le 12 décembre et le jour de sa fête,,,.
La Vierge de Guadalupe est considérée comme la « patronne du Mexique et des Amériques continentales ». Elle est également vénérée par les Amérindiens, en raison de la dévotion qui appelle à la conversion des Amériques. Il y a des répliques de la tilma de Juan Diego dans des milliers d'églises à travers le monde et de nombreuses paroisses portent son nom.
En raison d'une affirmation selon laquelle sa ceinture noire sur l'image indique une grossesse, la Bienheureuse Vierge Marie, sous ce titre, est couramment invoquée comme « patronne de l'enfant à naître » et image utilisée communément par le mouvement pro-vie,.
Notre-Dame de Guadalupe a reçu des diminutifs populaires (« Lupe », « Lupita ») et est aussi appelée « Indita », la « petite Indienne ».

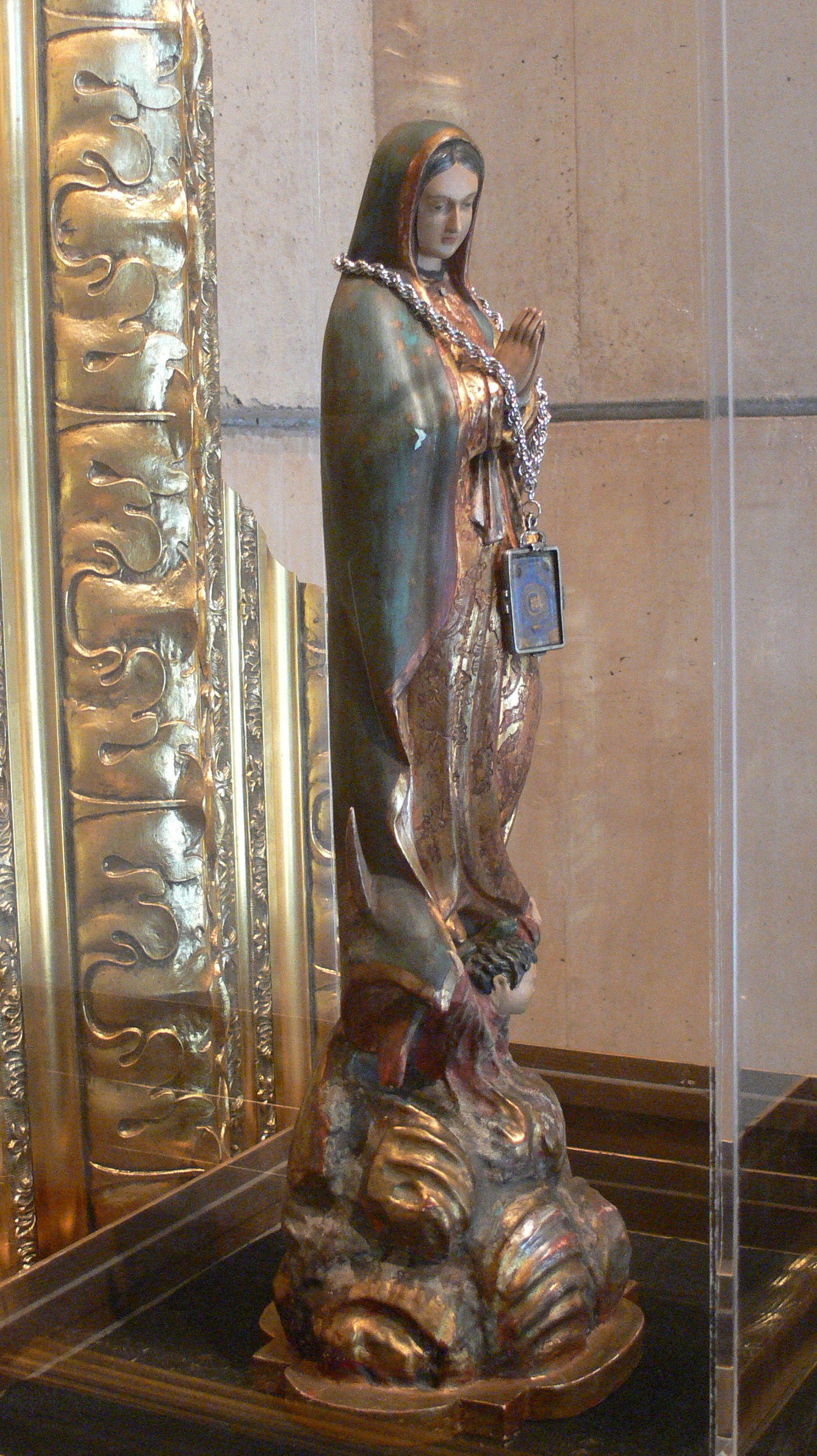
Reliquaire abritant un morceau de la tilma de Juan Diego, à la Cathédrale de Notre Dame des Anges, Los Angeles, États-Unis.
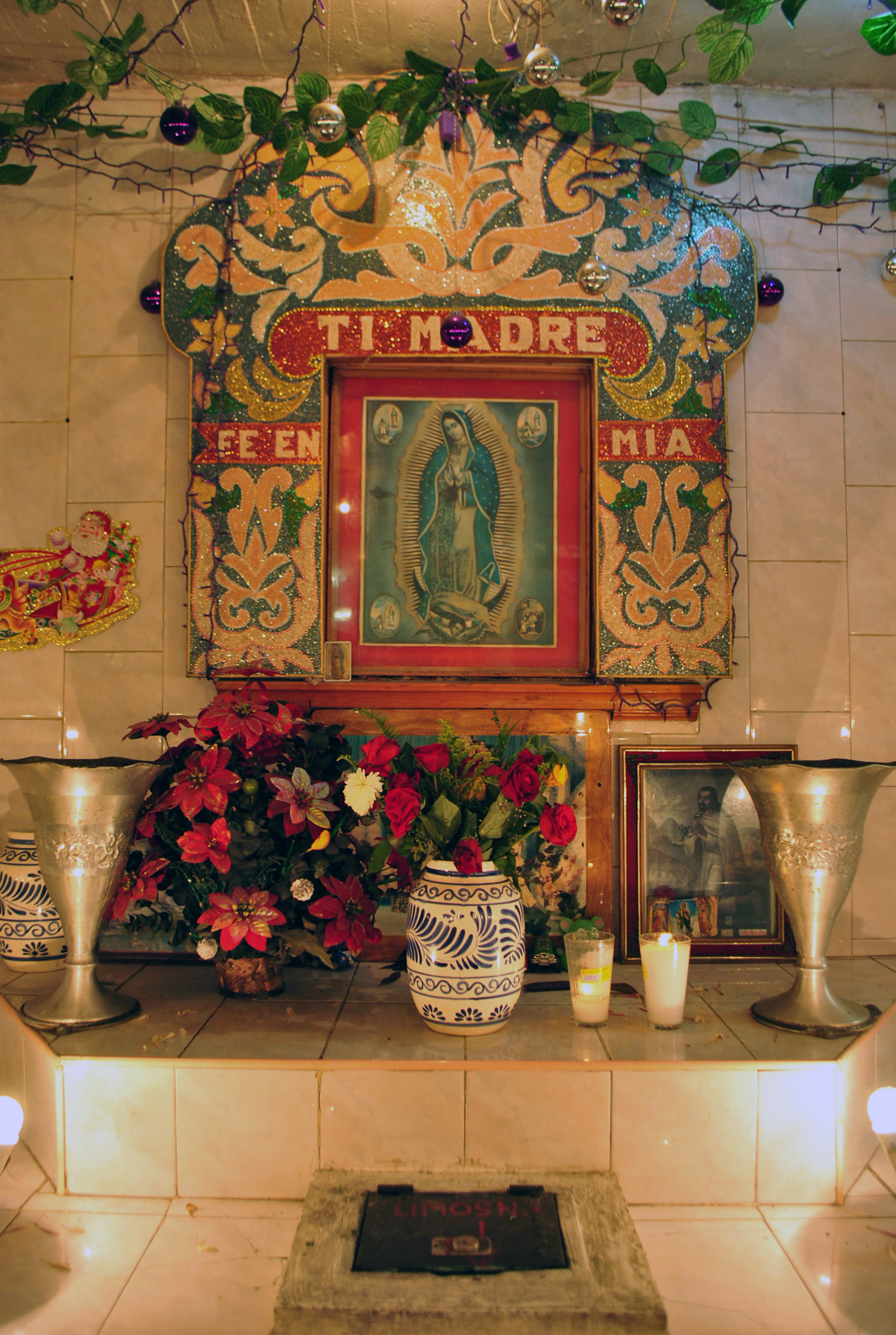
Autel dédié à la Vierge dans un marché de Mexico.
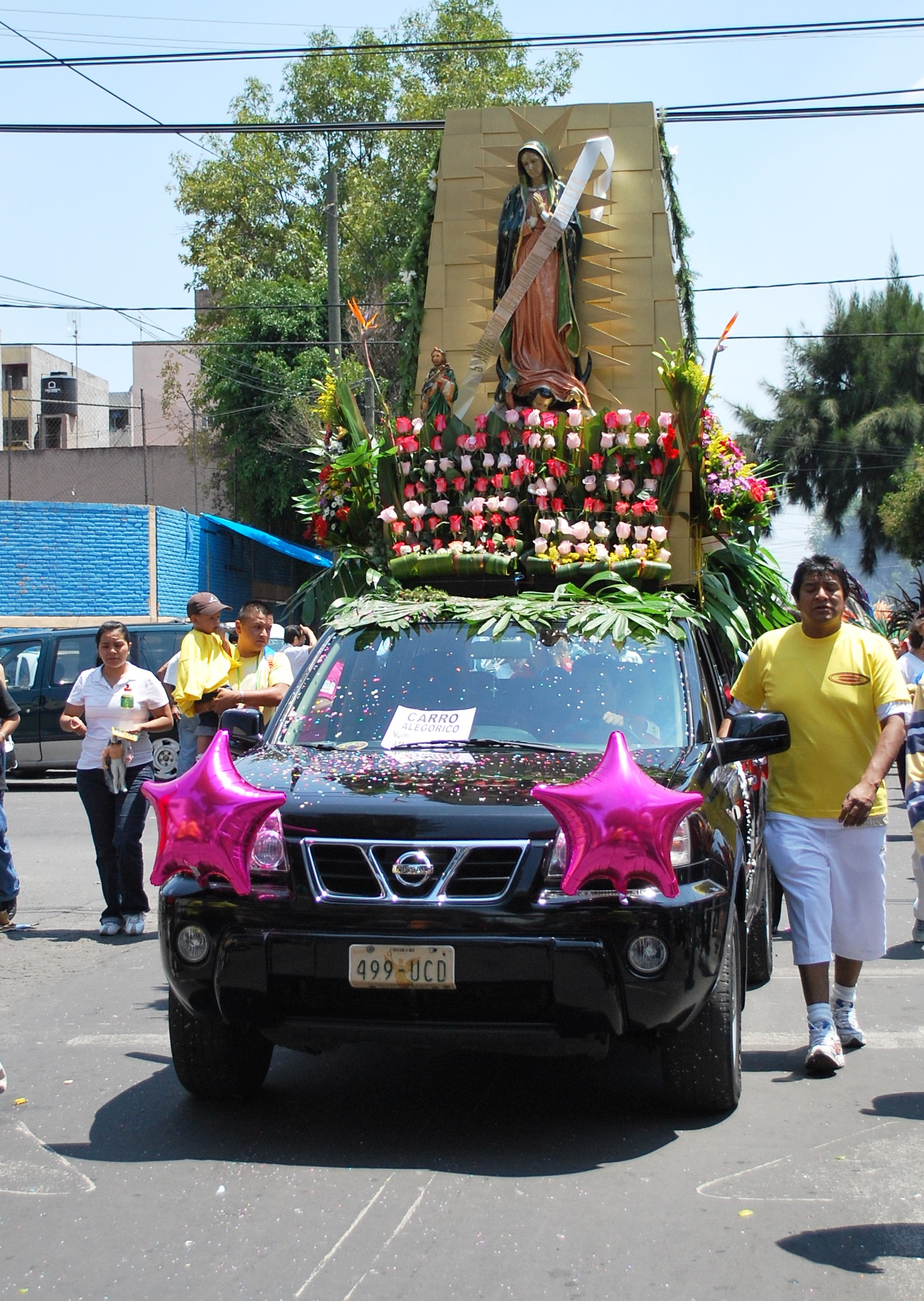
Procession pour la fête de la Vierge à Mexico.
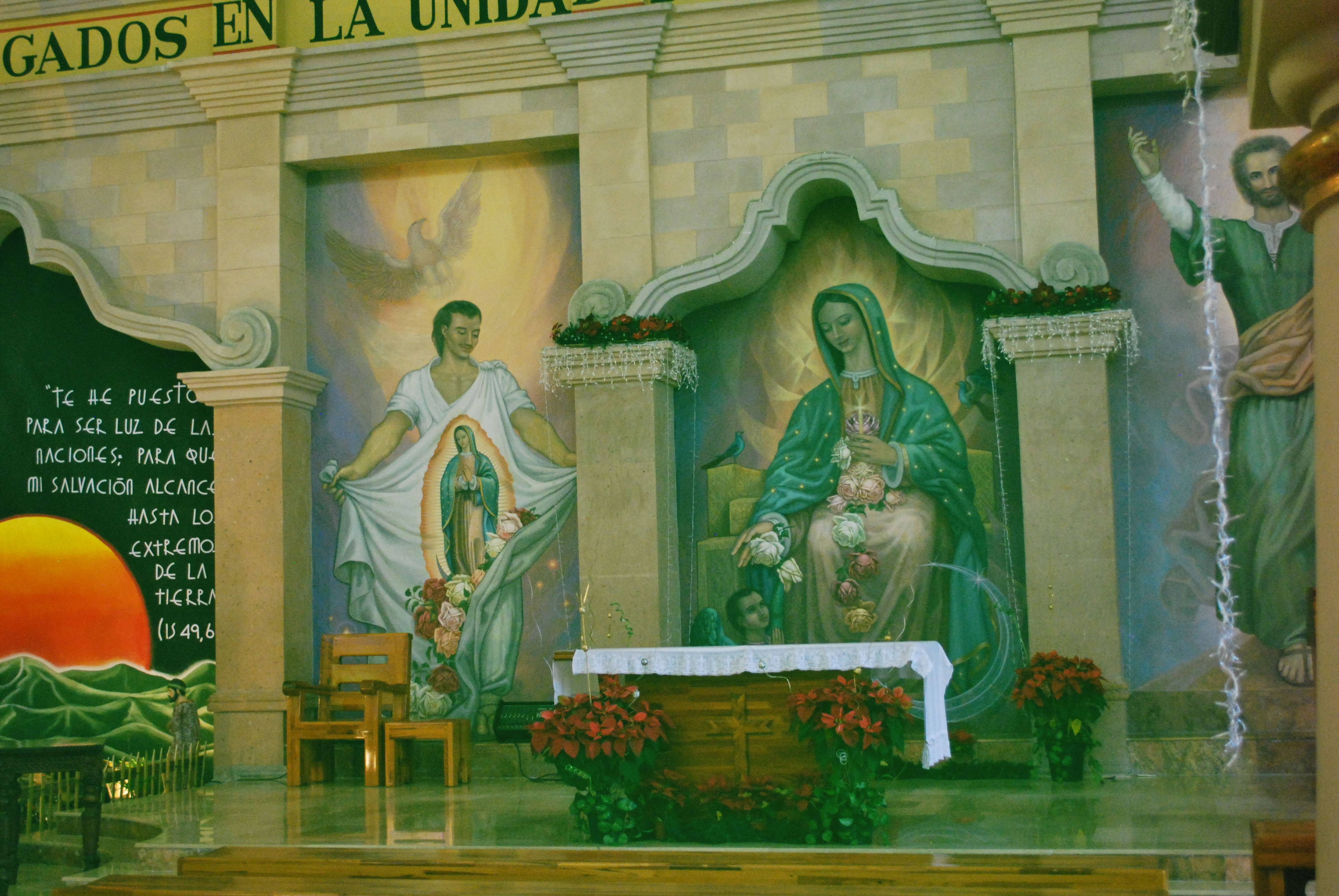
Image de la Vierge de Guadalupe à San Francisco.
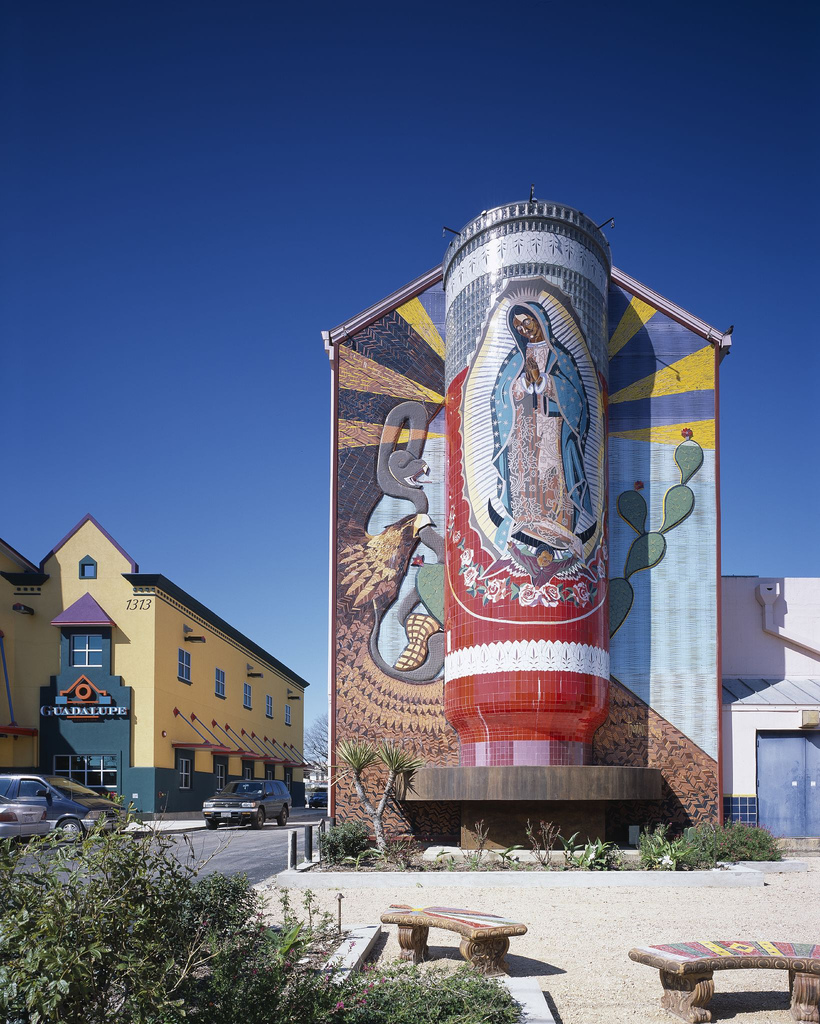
Façade de bâtiment à San Antonio (Texas).
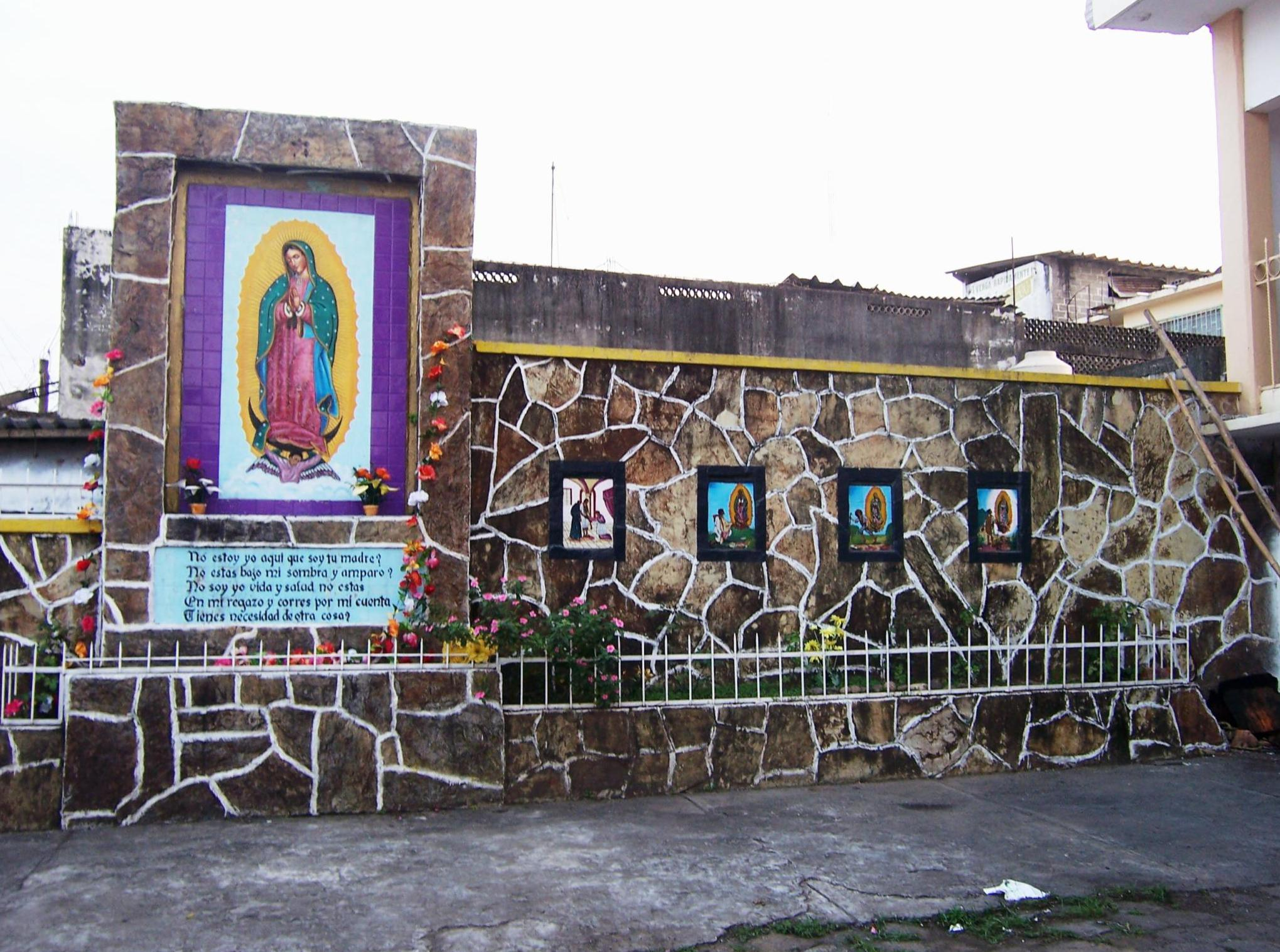
Azulejos dans une rue de Tres Valles État de Veracruz (Mexique).

### Dévotion dans d'autres églises chrétiennes
En raison de la croissance des communautés hispaniques aux États-Unis, des images de Notre-Dame de Guadalupe ont commencé à apparaître dans certaines églises anglicanes, luthériennes et méthodistes. 

### Célébrations

#### France
Les fidèles de toutes nationalités se réunissent en même temps (ou à un jour proche) à Notre-Dame de Paris, la célébration se compose d’une messe dite en espagnol et en français, par un prêtre mexicain et le recteur de Notre-Dame. Elle est animée par un groupe de musiciens, qui peuvent être des mariachis et qui proposent quelques pièces de musique dédiées à la Vierge.
La célébration de Notre-Dame de Guadalupe à la cathédrale Notre-Dame de Paris, est inscrite à l'inventaire du patrimoine culturel immatériel en France depuis 2010.
À la suite de l'incendie de Notre-Dame de Paris le 15 avril 2019, la célébration du 12 décembre de la même année s'est tenue à l'église de la Madeleine.

#### Mexique
Au Mexique, le 12 décembre, fête de la vierge de Guadalupe, de très nombreux fidèles se rendent au pied de la colline du Tepeyac pour célébrer la Vierge à la Basilique Notre-Dame-de-Guadalupe de Mexico ainsi que dans toutes les églises catholiques du pays.

### Églises consacrées à Notre-Dame de Guadalupe
À travers le monde, de nombreuses églises et basiliques sont consacrées à la Vierge de Guadalupe. Dans d'autres églises, il n'est pas rare de trouver une statue ou une représentation de l'image de Notre-Dame de Guadalupe, seule ou dans une chapelle dédiée.
Amériques
- Au Mexique
  - La basilique Notre-Dame-de-Guadalupe, le sanctuaire fondé sur le site d'origine de la colline de Tepeyac à Mexico.
  - La basilique de Guadalupe (en) à Monterrey.
  - L'église Notre-Dame-de-Guadalupe à Puerto Vallarta.
  - La cathédrale Notre-Dame-de-Guadalupe à Zamora de Hidalgo.
- Au Salvador
  - La basilique Notre-Dame-de-Guadalupe à Antiguo Cuscatlán.
- En Argentine
  - La basilique Notre-Dame-de-Guadalupe (es) à Santa Fe.
- Aux États-Unis :
  - L’église de l’Immaculée-Conception d’Allentown (Pennsylvanie), reconnue sanctuaire national Notre-Dame-de-Guadalupe par la Conférence des évêques catholiques des États-Unis.
  - Le sanctuaire Notre-Dame-de-Guadalupe à Santa Fe (Nouveau-Mexique) : le plus ancien sanctuaire à Notre-Dame de Guadalupe aux États-Unis.
  - La cathédrale Notre-Dame-de-Guadalupe à Dallas (Texas).
  - Le sanctuaire Notre-Dame-de-Guadalupe, une paroisse jésuite de San Antonio (Texas)[40].
  - L'église et le cimetière Notre-Dame-de-Guadalupe à Helotes (Texas)[41].
  - L'église Notre-Dame-de-Guadalupe à Seguin (Texas)[42].
  - L'église Notre-Dame-de-Guadalupe (en) à Houston (Texas)[43].
  - Le sanctuaire Notre-Dame-de-Guadalupe (en) à La Crosse (Wisconsin).
  - Le séminaire Notre-Dame-de-Guadalupe (en), séminaire de langue anglaise de la Fraternité sacerdotale Saint-Pierre à Denton (Nebraska).
  - L'église Notre-Dame-de-Guadalupe, Guadalupe (Californie).
  - Our Lady of Guadaloupe Church, à Flagstaff (Arizona).
- À la Guadeloupe (département et région d'outre-mer français)
  - La cathédrale Notre-Dame-de-Guadeloupe du diocèse de Basse-Terre et Pointe-à-Pitre ; l'île est également libellée en l'honneur de la Vierge de Guadalupe.
- À Porto-Rico (territoire non incorporé des États-Unis)
  - La cathédrale Notre-Dame-de-Guadalupe à Ponce.
- Au Canada
  - L'église Notre-Dame-de-Guadalupe à Montréal (Québec).
  - L'église Notre-Dame-de-la-Guadeloupe à La Guadeloupe (Québec).
  - L’église Notre-Dame-de-la-Guadeloupe à Gatineau (Québec).

En plus des églises qui lui sont consacrées, certaines églises, particulièrement au Mexique, lui laissent une large place d'honneur, comme l'église Santa Prisca à Taxco (immense retable surmontant le maitre-autel, ou à San Antonio (Texas) (portail baroque avec l'image de la Vierge de Guadalupe).
Asie
- Le sanctuaire diocésain Notre-Dame-de-Guadalupe (en) à Pagsanjan, Laguna (Philippines).
- Le sanctuaire national Notre-Dame-de-Guadalupe dans la ville Makati, (Philippines).
- Le sanctuaire archidiocésain Notre-Dame-de-Guadalupe de Cebu (Philippines)
- L'église Notre-Dame-de-Guadalupe à Puchong, Kuala Lumpur, (Malaisie).

Afrique
Europe

## Notoriété et influence populaire

### Importance culturelle

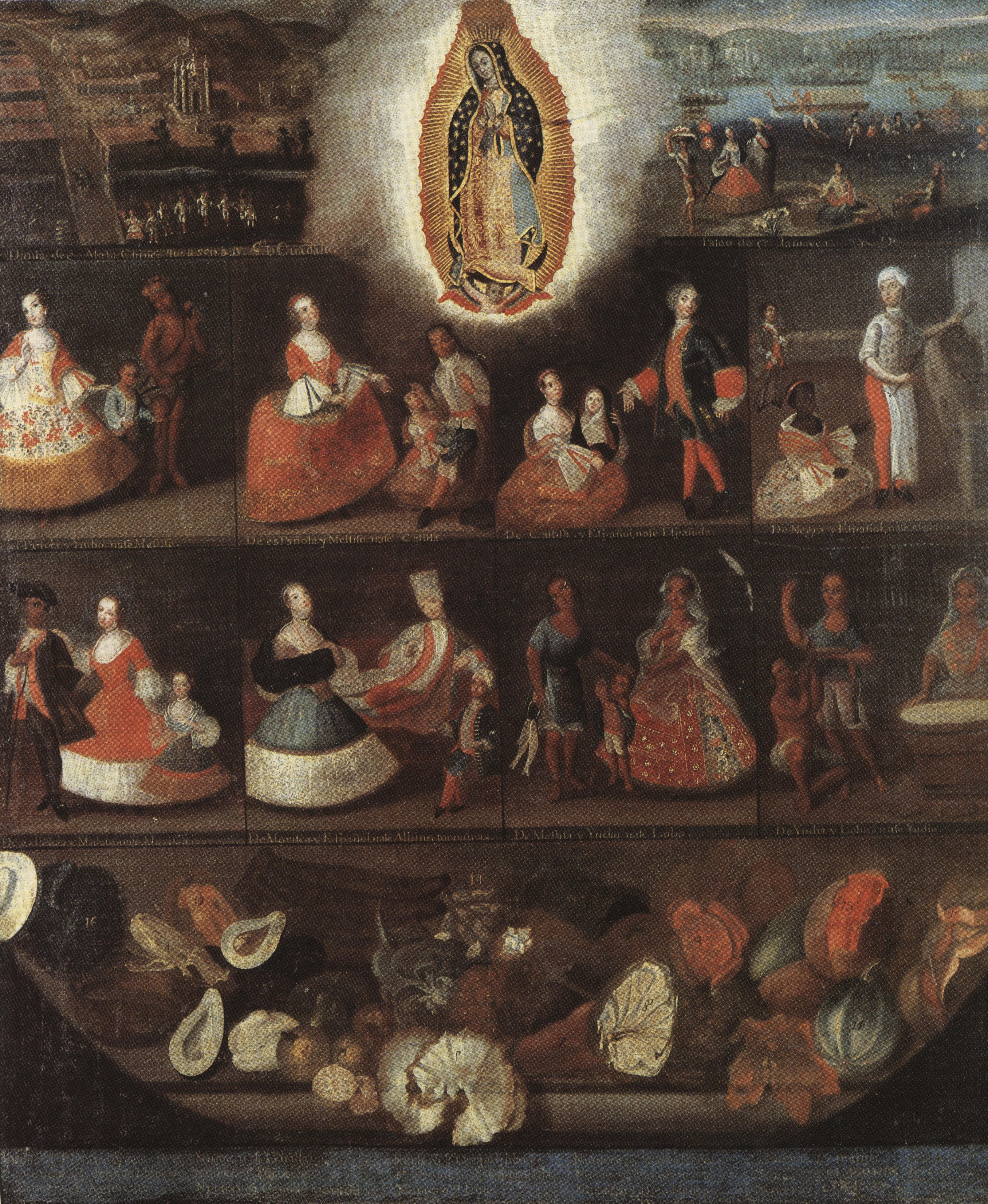
, La Vierge de Guadalupe et castas, 1750, une peinture fréquemment reproduite, unifiant de manière unique l'image de la Vierge et une représentation du système des castas.

Guadalupe est souvent considérée comme un mélange des cultures qui ont formé le Mexique, par la population et la religion. Guadalupe est parfois appelée la « première métisse » ou « la première Mexicaine »,.
La Vierge de Guadalupe n'en demeure pas moins un commun dénominateur unissant les Mexicains malgré leurs différences linguistiques, ethniques et sociales. David Solanas déclare : « Nous avons foi en elle. Elle est la mère de tous les Mexicains ». Sur les plans culturel et politique, la Vierge de Guadalupe et son image, sont un élément fédérateur puissant dans tout le Mexique, depuis le XVIe siècle jusqu'à aujourd'hui. Son image et sa dévotion sont un pont entre toutes les classes sociales et les origines ethniques.
Notre-Dame de Guadalupe (Nuestra Señora de Guadalupe) est devenue un symbole reconnu des Mexicains catholiques. En 1648, Miguel Sánchez (es), auteur du premier récit publié de la vision, identifia la Vierge de Guadalupe comme étant la femme de l'Apocalypse (dans le Livre de l'Apocalypse) et déclara : « [...] ce nouveau monde a été gagné et conquis par la main de la Vierge Marie ... [qui] avait préparé, disposé et aménagé sa ressemblance exquise ici, dans son pays mexicain, conquis dans un but si glorieux, et obtenue qu'Elle devrait y avoir une image tellement mexicaine ».
Tout au long de l'histoire nationale mexicaine des XIXe et XXe siècles, le nom et l'image guadalupéenne ont unifié les symboles nationaux. le premier président du Mexique (1824-1829) a changé de nom passant de José Miguel Ramón Adaucto Fernández y Félix à Guadalupe Victoria en l'honneur de la Vierge de Guadalupe.
L'image de Notre-Dame de Guadalupe a notamment servi de bannière au début de la guerre d'indépendance à Miguel Hidalgo, durant la révolution de 1910 elle fut en usage dans l'armée libératrice du Sud (es) d'Emiliano Zapata et durant la guerre des Cristeros.
Guadalupe mélange des cultures qui forment le Mexique, à la fois racialement et religieusement, « le premier mestiza », ou « le premier Mexicain ». « Réunir des gens de patrimoines culturels distincts tout en affirmant leur distinction ». Comme l'écrivait Jacques Lafaye dans Quetzalcoatl et Guadalupe, « à l'époque où les chrétiens construisaient leurs premières églises avec les ruines et les colonnes des anciens temples païens. ils ont donc souvent emprunté des coutumes païennes à leurs propres fins ». L'auteur Judy King (en) affirme que Guadalupe est un « dénominateur commun » qui unit les Mexicains. En écrivant que le Mexique est composé d'un vaste patchwork de différences (linguistiques, ethniques et de classe), Judy King dit: « La Vierge de Guadalupe est l'élastique qui unit cette nation disparate à un tout ». Le romancier mexicain Carlos Fuentes a déclaré: « Vous ne pouvez vraiment être considéré comme un Mexicain que si vous croyez en la Vierge de Guadalupe ». Octavio Paz, prix Nobel de littérature, écrivait en 1974 que « le peuple mexicain, après plus de deux siècles d'expériences, n'a foi qu'en la Vierge de Guadalupe et la Loterie Nationale ».
La toponymie du Mexique montre une large influence de la Vierge de Guadalupe, ainsi, sur 1 756 lieux dont le nom reprend celui de « la Vierge Marie », 256 appellations concernent la Vierge de Guadalupe, contre 21 pour la Notre-Dame des Remèdes (es). Avant la déclaration par l’Église catholique de Notre-Dame de Guadalupe patronne de toute la Nouvelle-Espagne (au XVIIIe siècle), des églises, des couvents et des collèges des principales grandes villes du pays sont placés sous le patronage de la Vierge de Guadalupe. Au XVIIIe siècle déjà, une dizaine de villes ou villages étaient dénommés Guadalupe en l'honneur de la Vierge de Mexico.
Avec vingt millions de personnes qui visitent la basilique Notre-Dame-de-Guadalupe de Mexico où est exposée son image, dont près de la moitié le 12 décembre (et les jours précédents), le sanctuaire marial Notre-Dame-de-Guadalupe est le lieu de dévotion catholique le plus visité après le Vatican.
Il existe d'autres basiliques dans le monde qui sont elles aussi dédiées à la Vierge de Guadalupe, notamment la Basílica Nuestra Señora de Guadalupe (Santa Fe) (es) en Argentine ainsi que celle située à Antiguo Cuscatlán au Salvador.

### Conflits mexicains

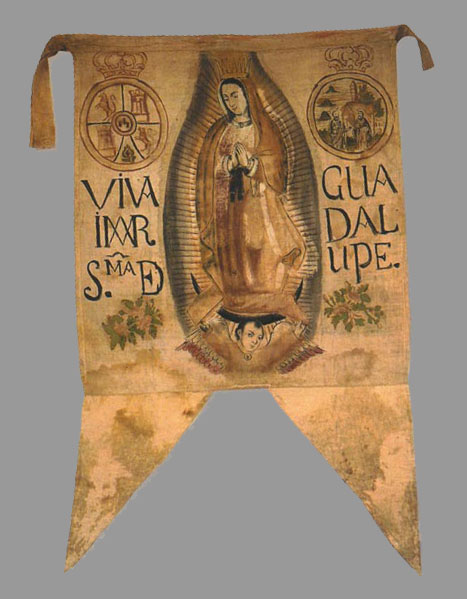
La bannière portée par Miguel Hidalgo et son armée d'insurgés au début de la guerre d'indépendance du Mexique.

En septembre 1810, le curé Miguel Hidalgo, un Espagnol né au Mexique (les Espagnols nés au Mexique n'avaient pas les mêmes droits que les Espagnols dits péninsulaires et ne pouvaient pas accéder à de nombreuses fonctions publiques) entre en rébellion contre le gouvernement de Joseph Bonaparte et ses partisans espagnols dits gachupines (nés en métropole) à son service ; il lance son Grito de Dolores : « Vive la Vierge de Guadalupe ! Vive Ferdinand VII ! À bas le mauvais gouvernement ». Ses troupes arborent l'image de Notre-Dame de Guadalupe comme étendard. Quand les insurgés d'Hidalgo attaque Guanajuato et Valladolid, ils placent « l'image de la Vierge de Guadalupe, qui était l'insigne de leur entreprise, sur des bâtons ou des roseaux peints de couleurs différentes ».
Après la mort d'Hidalgo, la direction de l'insurrection est revenue à un prêtre métis appelé José María Morelos, qui dirigeait les troupes insurgées dans le sud du Mexique. Morelos adopte la Vierge comme sceau de son congrès de Chilpancingo, inscrivant son jour de fête dans la constitution de Chilpancingo et déclarant que la Vierge de Guadalupe était l'origine de ses victoires : « La Nouvelle-Espagne fait moins confiance à ses propres efforts qu'à la puissance de Dieu et à l'intercession de sa Mère Bénie, apparue dans l'enceinte de Tepeyac comme l'image miraculeuse de [la Vierge de] Guadalupe venue nous réconforter, nous défendre, être visiblement notre protection ».
Tous deux seront fusillés par les forces gouvernementales

Bannière de Allende.

En 1810, le bourg de San Miguel El Grande, devenu plus tard San Miguel de Allende, entre en révolte contre les Espagnols et font réaliser une bannière (pour accompagner les insurgés), représentant sur une face la Vierge de Guadalupe. La bannière est rapidement capturée par les troupes espagnoles favorables à Joseph Bonaparte.
Simón Bolívar remarqua le thème guadalupéen lors de ces soulèvements. Peu de temps avant l'exécution de José María Morelos, en 1815, il écrivait : « Les dirigeants de la lutte pour l'indépendance ont utilisé le fanatisme en proclamant la célèbre Vierge de Guadalupe comme « reine des patriotes », en la priant dans les difficultés et en l’affichant sur leurs drapeaux… La vénération de cette image au Mexique dépasse de loin le plus grand respect que puisse inspirer le prophète le plus malin ».
Le général Vicente Guerrero se rend en pèlerinage au sanctuaire de Guadalupe pour y déposer personnellement, aux pieds de la Vierge, les drapeaux et les trophées gagnés à Barradas. Antonio López de Santa Anna réactive, 30 ans après sa fondation, l'« Ordre national de Notre-Dame de Guadalupe ». Celui-ci est reconnu de l'Église catholique en 1854 par le pape Pie IX. La même année, cet ordre tombe en désuétude lors du triomphe de la révolution d'Ayutla.
Ignacio Manuel Altamirano, dans son livre Pasajes y leyendas y costumbres de México, raconte que le président, le général Juan Álvarez, ancien insurgé, « … a fait son pèlerinage officiel à la Villa de Guadalupe », et de même pour le général Ignacio Comonfort, lui aussi président du Mexique.
Agustín de Iturbide, après avoir été destitué en 1823, va déposer son bâton de général et son sceptre d'empereur au pied de la Vierge de Guadalupe.
Déjà en 1828, le Congrès avait établi le 12 décembre comme jour férié national (le jour de la Vierge de Guadalupe).
Le gouvernement libéral du président Benito Juárez, après avoir déménagé à Veracruz et établi le calendrier des jours fériés obligatoires, publie le 11 août 1859 un décret déclarant le 12 décembre jour férié, et Sebastián Lerdo de Tejada, ministre de la Justice, des Relations et de la Gouvernance, commenta ce fait en appelant « intouchable » la date de la fête guadalupéenne. En 1856, En tant que membre du gouvernement de réforme du président Ignacio Comonfort et par le biais de la loi dite loi Lerdo (es), justifie l'expropriation de son patrimoine. Mais sans toucher au sanctuaire de Guadalupe, une politique également suivie par les présidents suivants, au-delà de sa position ouvertement anticléricale.
Au XIXe siècle Valentín Gómez Farías présente une motion « visant à ancrer dans notre congrès national notre Sainte Mère de Guadalupe ».
En 1912, les partisans d'Emiliano Zapata se soulèvent dans l'État de Morelos contre le gouvernement de Francisco I. Madero pourtant issu de la Révolution de 1910, en application du Plan d'Ayala. En 1915, l'Armée libératrice du Sud d'Emiliano Zapata entre dans la ville de Mexico en arborant des bannières à l'image de la Vierge de Guadalupe,,.
La guerre des Cristeros débute en 1926, quand 400 Mexicains armés s'enferment dans une église dédiée à Notre-Dame de Guadalupe à Guadalajara. L'affrontement armé avec les troupes fédérales ne se termine que lorsque les insurgés, encerclés, sont à court de munitions. Durant les trois années de guerre civile qui vont suivre (rassemblant des dizaines de milliers de « Cristeros »), les insurgés prendront l'image de la Vierge de Guadalupe comme emblème sur leurs étendards, leur cri de ralliement étant « Viva el Cristo Rey y Santa Maria de Guadalupe ».

### Divers
L'ejido de Guadalupe Tepeyac, 144 habitants, appartenant à la municipalité chiapanèque de Las Margaritas a été fondé en 1957, il fut dès le début de la révolte au Chiapas occupé par l'EZLN qui le renomma San Pedro Michoacán le 16 février 1994.

## Contestations

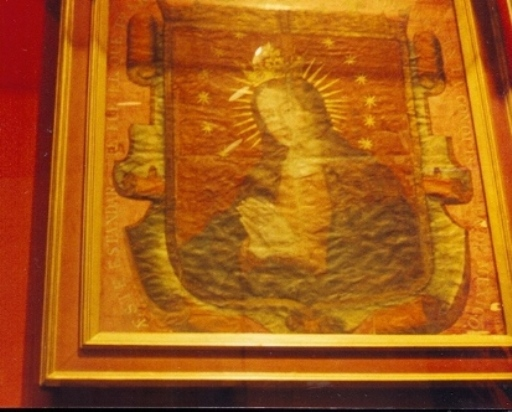
Étendard d'Hernán Cortés en 1521.

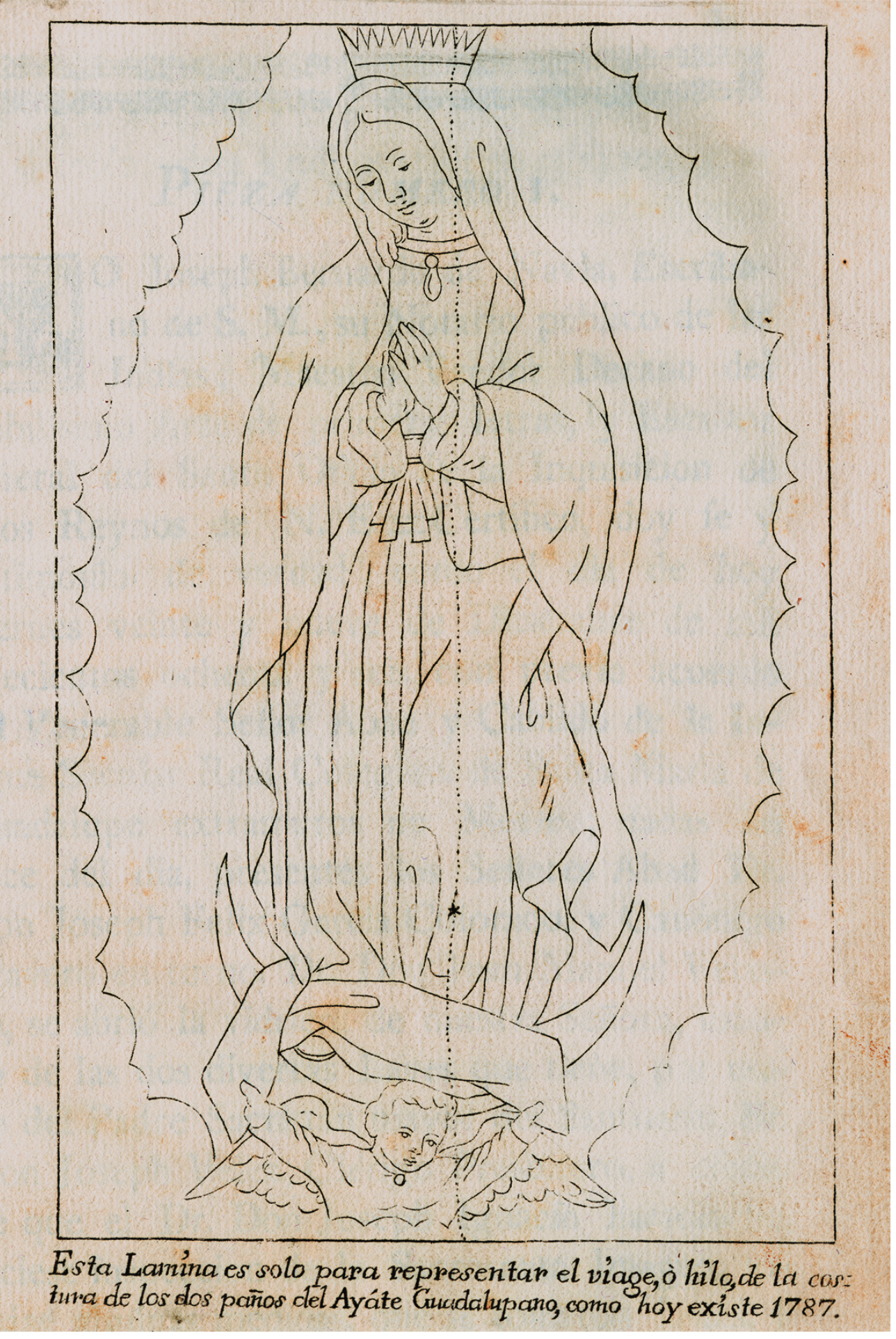
Dessin qui montre l'une des premières analyses de guadalupanos dans lesquelles il est étudié comment il était possible de façonner la vierge lorsque l'ayate est coupé en deux et joint avec un fil.

Il existe un débat et des contestations sur l'historicité des « apparitions mariales » en 1531,, ainsi que sur la nature (miraculeuse ou non) de l'image exposée dans la basilique, considérée d'après la tradition catholique comme d'origine miraculeuse,.
Des analyses et études ont été réalisées sur le support et l'image. Certains résultats et conclusions font l'objet d'un consensus, d'autres non,,. Des historiens contestent également « l'historicité des apparitions », contestant également l'authenticité des deux seuls documents écrits (aujourd'hui connus), datant du milieu du XVIe siècle, et évoquant directement les apparitions ; à savoir le Nican mopohua et le Codex Escalada,.
Parmi les arguments régulièrement repris, il y a la grande dévotion des Espagnols (et des conquistadors) à la Vierge de Guadalupe vénérée en Estrémadure depuis le XIVe siècle, et qui aurait été reprise et transformée par les populations locales pour devenir une dévotion particulière, en utilisant le même nom de « Guadalupe »,.

## Influence dans les arts

### Dans la littérature
Au XVIIe siècle, don Carlos de Siguenza et Gongora (1645-1700), évoque la Vierge de Guadalupe dans une strophe de son « Poème sacro-historique ». Une autre grande poétesse mexicaine, sœur Juana Inés de la Cruz, évoquera dans plusieurs de ses poèmes, la Vierge de Guadalupe, sans la citer expressément, mais les commentateurs y reconnaissent sa référence, d'autant que la poétesse rédige un poème allégorique dédié à « Madame Marie de Guadalupe Alencastre, l'unique merveille de notre siècle ».
Une référence notable dans la littérature à La Vierge de Guadalupe et à sa prédécesseur, la déesse de la Terre aztèque Tonantzín, est contenue dans la nouvelle de Sandra Cisneros « Little Miracles, Kept Promises », tirée de sa collection Woman Hollering Creek and Other Stories. L'histoire de Cisneros est construite à partir de notes brèves de personnes remerciant Notre Dame de Guadalupe pour les faveurs reçues, ce qui, entre les mains de Cisneros, devient le portrait d'une communauté étendue de chicanos vivant dans tout le Texas. Little Miracles se termine par un récit détaillé (p. 124-129) d'une artiste féministe, Rosario "Chayo" De Leon, qui, au début, n'autorisait pas les images de La Virgen de Guadalupe chez elle, mais quand elle découvre qu'il y a un lien syncrétique entre la Vierge de Guadalupe et le sanctuaire dédié à Tonantzín, la déesse de la Terre aztèque (anciennement construit sur le même lieu), ces deux « femmes » inspirent une nouvelle créativité artistique à l'artiste.

### Dans la peinture
De nombreuses représentations de Notre-Dame de Guadalupe ont été réalisées, surtout aux XVIe et XVIIe siècles.

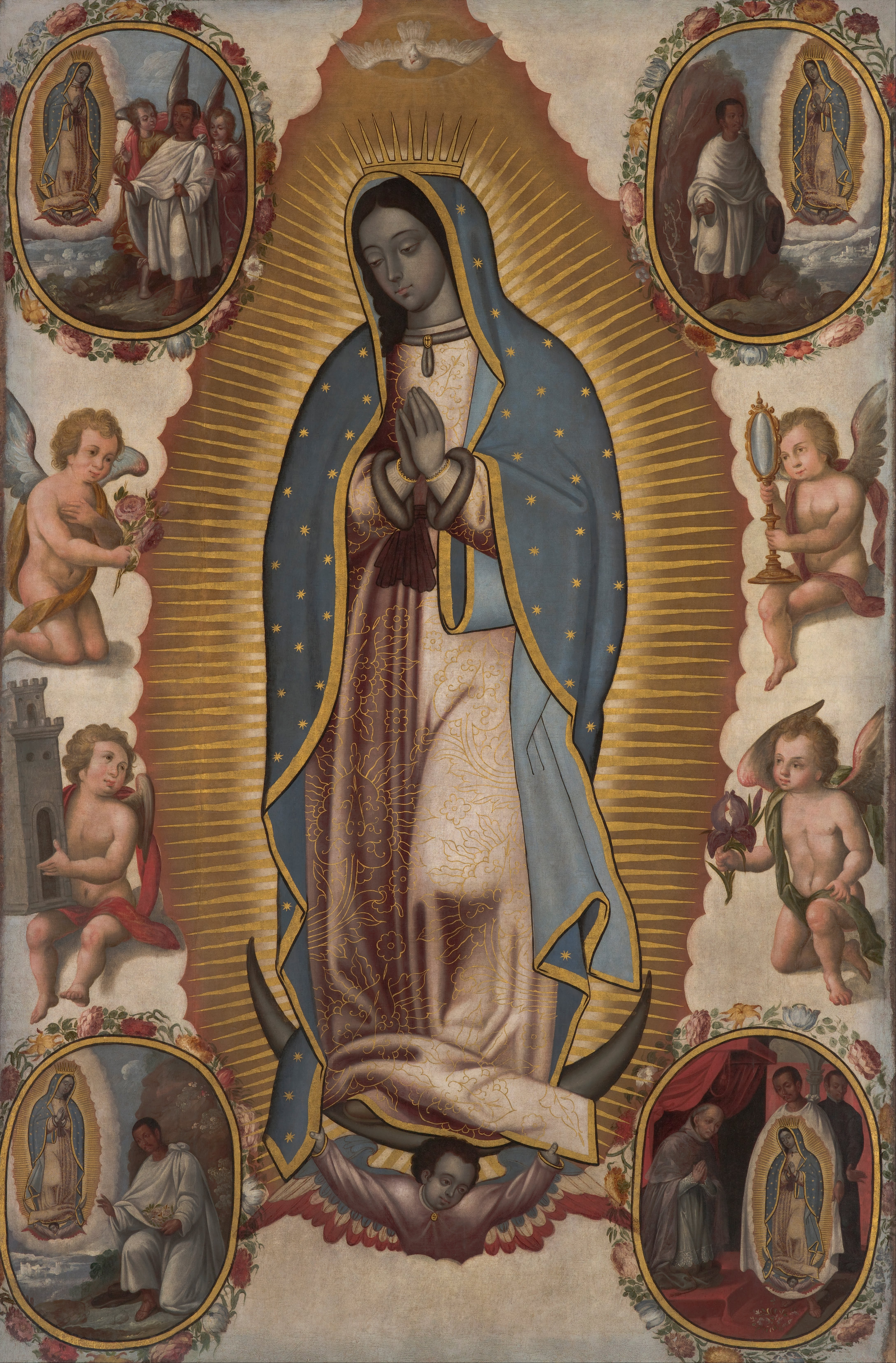
La Vierge de Guadalupe avec les 4 apparitions. Auteur inconnu, vers 1700.
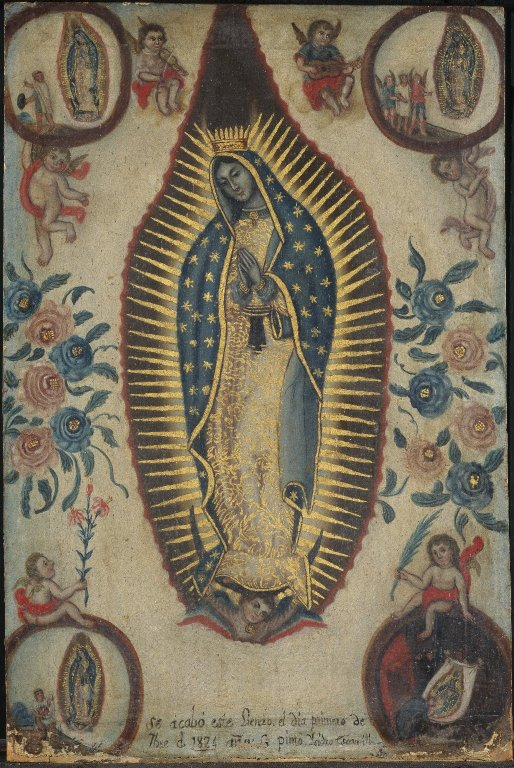
Œuvre de Isidro Escamilla, 1824, musée de Brooklyn.
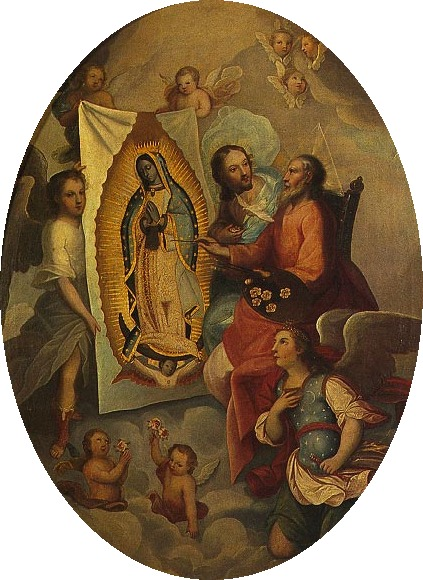
Dieu le père peignant la Vierge de Guadalupe. Anonyme, XVIIIe siècle.
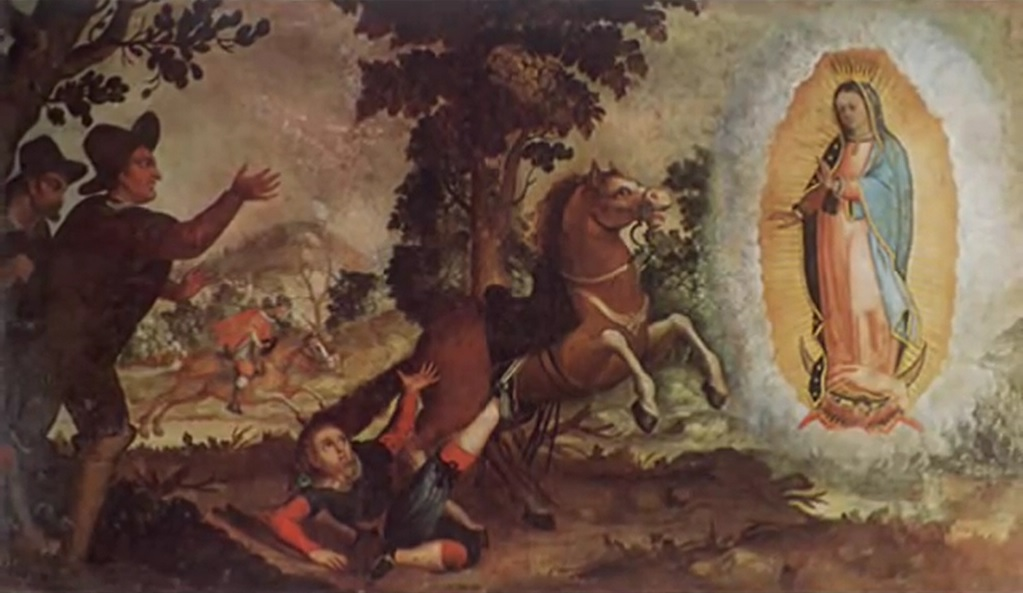
Ex-voto présenté dans la basilique de Guadalupe.
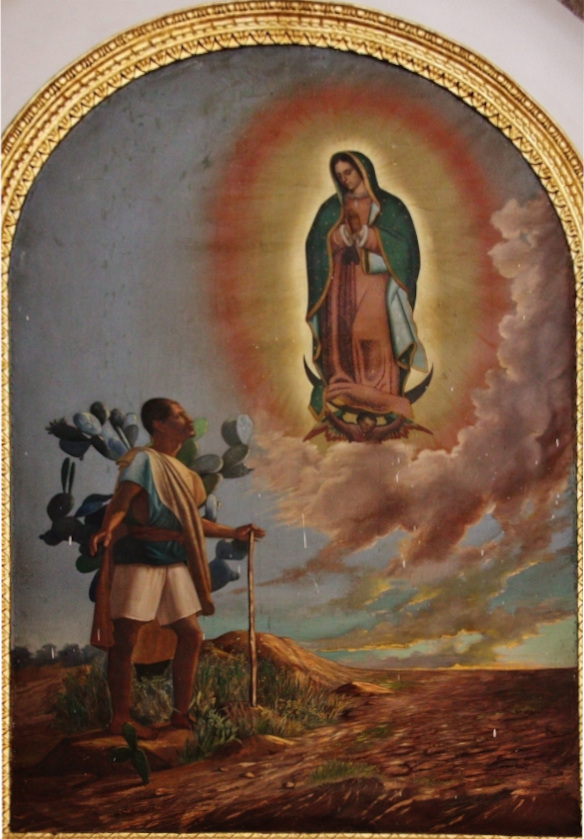
Représentation de l'apparition, église d'Irapuato, Mexique.
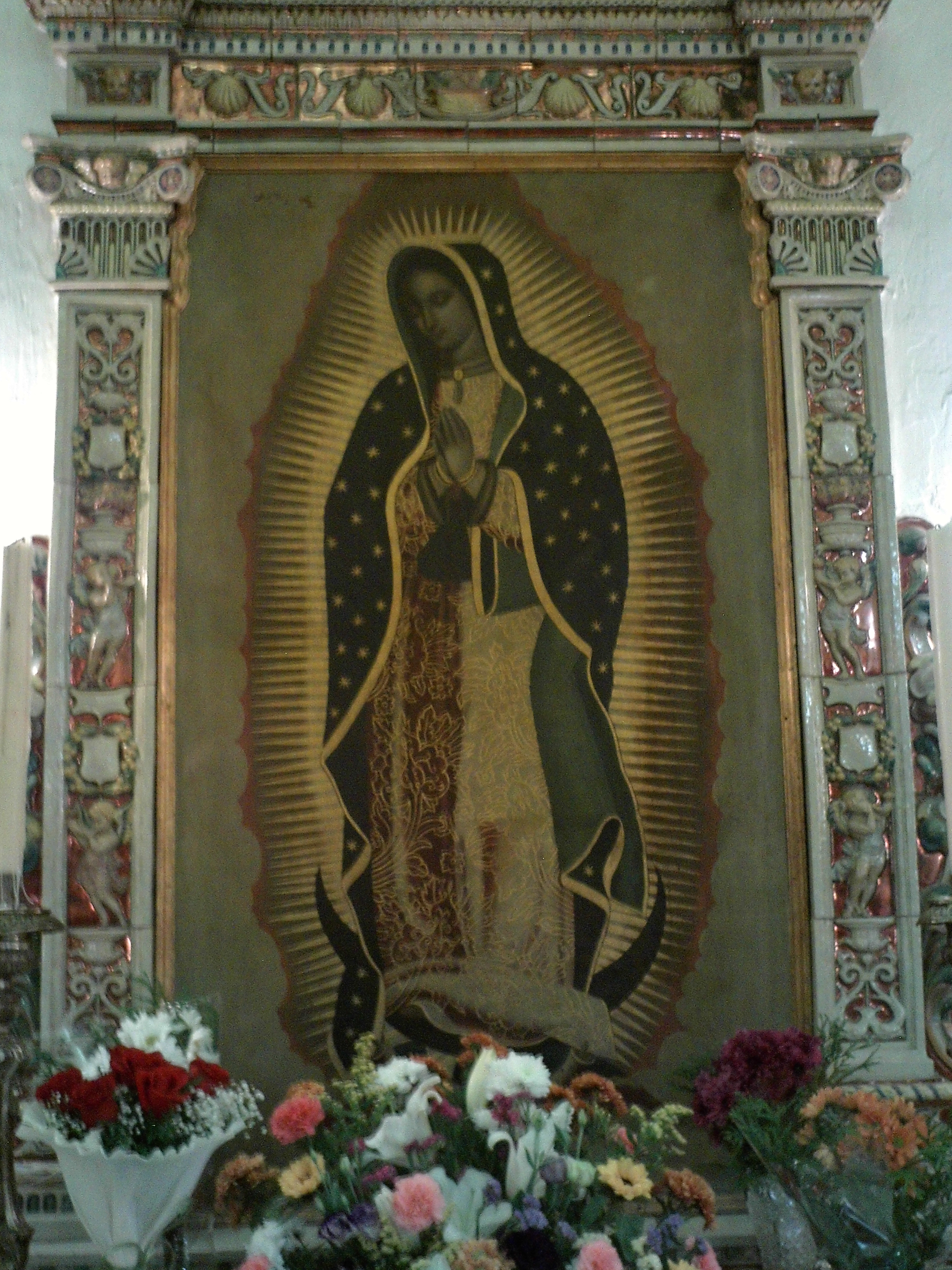
Vierge de Guadalupe, église de Séville, Espagne.

### Au cinéma et à la télévision
Notre-Dame de Guadalupe, Juan Diego, et la tilma de Juan Diego ont fait l'objet d'études cinématographiques à plusieurs reprises au cours de l'histoire récente. L'une des enquêtes cinématographiques les plus remarquables et les plus approfondies a été menée par le réalisateur Tim Watkins dans le film The Blood & The Rose de 2013. De nombreux documentaires présentant le message de Notre-Dame de Guadalupe depuis les années 1990 ont été réalisés dans le but de transmettre le message de l'apparition au public nord-américain.

#### Au cinéma
- 1917 - Tepeyac /El milagro del Tepeyac (Mexique)[81]
- 1918 - La Virgen de Guadalupe (Mexique). Court métrage documentaire[82]
- 1926 - El milagro de la Guadalupana /Milagros de la Guadalupana (Mexique)[83]
- 1931 - Alma de América (Mexique)[84]
- 1939 - La Reina de México (Mexique). Moyen métrage[85]
- 1942 - La virgen morena (es) (Mexique)[86]
- 1942 - La virgen que forjó una patria (es) (Mexique)[87]
- 1957 - La sonrisa de la Virgen (Mexique)[88]
- 1959 - Las rosas del milagro (Mexique)[89]
- 1976 - La Virgen de Guadalupe (Mexique)[90]
- 1987 - El pueblo mexicano que camina (Mexique). Documentaire[91]
- 2006 - Guadalupe (Mexique, Espagne)[92]
- 2013 - The Blood & The Rose film de Tim Watkins (États-Unis). Fiction[93]
- 2015 - Guadalupe: The Miracle and the Message (États-Unis). Documentaire[94],[95]
- 2017 - Tepeyac. La película (Mexique/Espagne). Film d'animation[96],[97]
- 2020 - Lady of Guadalupe (États-Unis). Fiction[98]

#### À la télévision
- 1981 - El Gran Acontecimiento. Nican mopohua (Mexique). Film d'animation, moyen métrage[99]
- 1997 - Los enigmas de Guadalupe (Mexique). Documentaire[100]
- 2001 - Juan Diego. Messenger of Guadalupe (États-Unis). Épisode de mini-série animée[101]
- 2002 - La Virgen de Guadalupe (Mexique). Série TV[102]
- 2002 - Virgen de Guadalupe, entre la fe y la razón (Mexique). Reportage TV[103]
- 2004 - El misterio de la Virgen de Guadalupe (Mexique). Documentaire TV[104]
- 2010 - 1531. La historia que aún no termina (Mexique). Documentaire TV[105]
- 2015 - Juan Diego. El indio de Guadalupe (Mexique). Long métrage TV[106]

## Sources
- (en) Cet article est partiellement ou en totalité issu de l’article de Wikipédia en anglais intitulé « Our Lady of Guadalupe » (voir la liste des auteurs).

- (es) Cet article est partiellement ou en totalité issu de l’article de Wikipédia en espagnol intitulé « Nuestra Señora de Guadalupe (México) » (voir la liste des auteurs).